# Tomáš Dixa
Tomáš Dixa (* 10. května 1979) je český fotbalista, záložník.

## Fotbalová kariéra
V české lize hrál za SK Slavia Praha. Nastoupil v 1 ligovém utkání 14. listopadu 1998 proti SK Sigma Olomouc. V současnosti nastupuje ve IV. třídě okresu Praha východ za tým TJ Spartak Čelákovice.

## Ligová bilance
| Ročník                 | Zápasy | Góly | Klub            |
| ---------------------- | ------ | ---- | --------------- |
| Gambrinus liga 1998/99 | 1      | 0    | SK Slavia Praha |
| CELKEM 1. česká liga   | 1      | 0    |                 |